# Pedra Redonda, 39
Pedra Redonda, 39 é uma telenovela brasileira produzida pela extinta TV Excelsior. A telenovela foi exibida de 31 de maio a 12 de junho de 1965 no horário das 21 horas, totalizando 10 capítulos. Foi escrita, dirigida e produzida por Tarcísio Meira, baseado na obra de Victor de Martini.
A primeira telenovela gravada no Rio Grande do Sul, se tornou a única experiência em direção do ator Tarcísio Meira, que também produziu, adaptou e atuou como galã, contracenando com sua mulher, Glória Menezes.
Contava a trajetória de uma família tradicional e incluía na trama um crime misterioso.
Se nos anos de pioneirismo da televisão rio-grandense as novelas eram ao vivo e em cenários de época, Pedra Redonda, 39 teve ambientação contemporânea.
Do elenco de apoio fizeram parte, entre outros, Ênio Carvalho, Ester Castro, Amélia Bittencourt, Maria Kátira e Raquel Cagi, atores conhecidos do público gaúcho.
As gravações foram feitas nos estúdios do Canal 12 e na mansão da bailarina Lya Bastian Meyer, junto ao Morro do Sabiá, em Pedra Redonda, na Zona Sul de Porto Alegre. A casa ficava no número 39 da Estrada da Pedra Redonda, hoje Avenida Coronel Marcos - daí o título da novela.
Apesar do empenho de Tarcísio e Glória, que chegaram a se transferir para a capital gaúcha, a novela foi um grande fracasso. Planejada para ter 30 capítulos, foi retirada da programação da Excelsior, ficando no ar só até o décimo capítulo. Por isso, nunca foi exibida para os telespectadores do Rio Grande do Sul.
O insucesso foi atribuído à falta de experiência do diretor. Em entrevistas, Tarcísio Meira elogiou o profissionalismo da equipe técnica, liderada pelo gaúcho Sérgio Reis, e o apoio recebido em Porto Alegre. "Foi uma experiência válida", declarou.
Tarcísio e Glória se recuperariam logo em seguida, com o sucesso nacional de A Deusa Vencida, de Ivani Ribeiro, apresentada pela Excelsior a partir de julho daquele mesmo ano.

## Elenco
Elenco de Pedra Redonda, 39:
- Tarcísio Meira
- Glória Menezes
- Ênio Carvalho
- Ester Castro
- Alma Castro
- Juraci Pinto
- Moura Neto
- Amélia Bittencourt
- Maria Kátira
- Raquel Cagi

## Referência
1. 1 2 3 4 5 6 7 8 9 10 11  Xavier, Nilson. «Pedra Redonda, 39». Teledramaturgia. Consultado em 15 de julho de 2020